# ネルソン・マルコス
ネルソン・マルコス（Nélson Augusto Tomar Marcos、1983年6月10日 - ）は、カーボベルデ出身、ポルトガル国籍の元サッカー選手。現役時代のポジションはディフェンダー（右サイドバック）。ドレッドヘアーがトレードマークである。カーボベルデ系ポルトガル人。
元々はフォワードであり、ウインガーとしてプレーしていたが、プロ入り後はサイドバックとして定着しつつある。

## 経歴
旧ポルトガル領であるカーボベルデ出身。ヴィラノヴェンセSCというクラブで頭角を現すと、SCサルゲイロス、その後スーペルリーガのボアヴィスタFCに引き抜かれる。そこでの活躍が認められ、2005-06シーズンに同国の強豪、SLベンフィカに移籍することとなる。
2005-06シーズンにおけるUEFAチャンピオンズリーグでチームがベスト8となる原動力となり、バレンシアCFに移籍したミゲル・モンテイロ離脱後の不動のサイドバックとして定着した。準々決勝前の段階で全チーム中でもっともクロスをあげた選手であった。また、対マンチェスター・ユナイテッドFC戦ではエトヴィン・ファン・デル・サールすらもとれないファンタスティックなシュートを決めて勝利に貢献している。
2005年12月頃にポルトガル国籍を取得し、2006年のU-21欧州選手権に出場した。UEFA EURO 2008予選のカザフスタン戦でフル代表に初招集されたが、出場はしていない。2009年3月31日の南アフリカ戦で代表デビューを果たした。
2008年、スペインのレアル・ベティスに移籍した。

## エピソード
ヴィラノヴェンセFCでのジュニアユース時代に元東京ヴェルディ、現在FCゼニト・サンクトペテルブルクで活躍するフッキとルームメイトであり、現在も親交がある。

## 所属クラブ
- ヴィラノヴェンセSC（ポルトガル語版）2002-2003
- SCサルゲイロス2003-2004
- ボアヴィスタFC 2004-2005
- SLベンフィカ 2005-2008
- レアル・ベティス 2008-2013

→ CAオサスナ 2010-2011 (Loan)
- USチッタ・ディ・パレルモ 2013-2014

→ UDアルメリア 2013-2014 (Loan)
- CFベレネンセス 2014-2015
- ADアルコルコン 2015-2017
- AEKラルナカ 2017-2018